# Манаси Кършутски
Манаси (Манас, Манасий) Тр. Кършутски (Каршутски, Кършуцки) е български юрист и общественик от Македония.

## Биография
Манаси Кършутски е роден на 29 ноември 1885 година в град Куманово, тогава в Османската империя. В 1908 година завършва с X випуск Одринската българска мъжка гимназия. След това заминава за Белгия да учи право в Брюкселския свободен университет, който завършва в 1911 година. Връща се в родното си Куманово. След Междусъюзническата война в 1913 година е репресиран от сръбските власти заради българщината си и лежи един месец в затвора.
Установява се в Свободна България, където работи като адвокат. Пише в списание „Юридически преглед“.
Кършутски е виден деец на македонската емиграция в България. Представител е на Кумановското братство на Учредителния събор на Съюза на македонските емигрантски организации, проведен в София от 22 до 25 ноември 1918 година. Заедно с Карамфил Цветков участва като делегат на Кумановското братство в помирителната комисия между Съюза и Временната комисия на Третия велик събор на Македонските братства от 2 до 5 октомври 1921 година.